# Pedro de la Torre

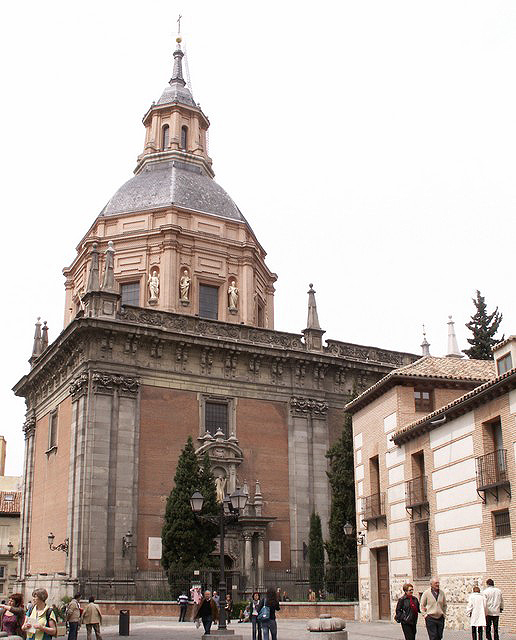
Capilla de San Isidro.

Pedro de la Torre (c. 1596-1677) fue un escultor, ensamblador y arquitecto español, especializado en la traza de retablos en los que introdujo las más avanzadas formas del barroco decorativo, algunas de las cuales serían adoptadas más tarde por la arquitectura barroca, contribuyendo así decisivamente a su difusión.

## Biografía
Se desconocen el lugar y fecha exacta de su nacimiento, así como todo lo relativo a su formación artística. Sus padres eran, al parecer, naturales de Cuenca, y quizá se formase en el seno familiar, pues su hermano José, al igual que más tarde su hijo Juan y los hijos del primero, Francisco y José de la Torre, colaboraron con él. La primera noticia cierta lo sitúa en Madrid en 1624, contratando el desaparecido retablo de la iglesia del convento de las Maravillas. En 1631 contrató el retablo mayor y los escudos de armas de la iglesia de Centenera (Guadalajara) y en 1637 el retablo de la iglesia del Buen Suceso de Madrid. De este retablo eran suyas todas las figuras y estatuas, con las que, según Llaguno, se acreditó como buen escultor, aunque es posible que este título lo utilizase solo para contratar, no realizando personalmente obra de escultura. Del mismo año es la traza del retablo de la iglesia de Santo Domingo en Pinto, donde utilizó ornamentalmente, por primera vez, los modillones pareados que llegarían a ser más tarde característicos de la arquitectura barroca madrileña.
Su fama trascendió la corte, y en 1639 se le localiza en Tolosa (Guipúzcoa), donde dio las trazas para el retablo mayor de la iglesia de Santa María, de cuya ejecución se encargará Bernabé Cordero. Aprovechando la estancia en aquella localidad, un año más tarde ganó el concurso para la contratación del retablo de la basílica de Begoña, desaparecido, en el que de nuevo el protagonismo correspondía al camarín iluminado para la talla de la Virgen titular, como lo será también en el retablo de la Virgen de la Fuencisla, Segovia, 1645, provisto de cúpula con linterna, cuyas trazas presentó en colaboración con el jesuita Francisco Bautista.
En la década de los cincuenta, titulándose arquitecto del rey, proseguirá con su labor de retablista, ejecutando los retablos de la desaparecida iglesia de Santiago de Madrid, con pinturas de Alonso Cano, y dando (1654) las trazas y un modelo en madera para el trono de Nuestra Señora del Sagrario de la Catedral de Toledo, labrado en plata por el italiano Virgilio Fanelli, trazas que se aprovecharían también, según parece, para el retablo baldaquino de la Virgen de los Ojos Grandes de Lugo, terminado dos años más tarde. 
En 1655, en compañía de su hijo Juan, dio las trazas para el retablo mayor de la iglesia de Santa María en Tordesillas (Valladolid), con el que el nuevo estilo de la corte se extendía a Castilla y León, como más tarde lo haría a Galicia con su proyecto de baldaquino para la Catedral de Santiago de Compostela. En 1658, en comandita con su hermano José, se encargó del retablo mayor del convento de San Plácido de Madrid, concebido para albergar un gran lienzo rematado en medio punto de la Anunciación, concluido años después por Claudio Coello. A la muerte de Felipe IV (1665) se responsabilizará de la ejecución del túmulo funerario levantado en la iglesia de la Encarnación, según trazas de Sebastián Herrera Barnuevo, contribuyendo a fijar el modelo de retablo-baldaquino desarrollado por esos años tanto por Herrera Barnuevo como por el hermano Bautista.

## Arquitecto: la capilla de San Isidro en San Andrés
De su labor como arquitecto (trazas para proseguir con el Ochavo o capilla de las reliquias de la catedral de Toledo, que dirige en su fase final, proyecto para la capilla de Santo Domingo en Soriano en el convento de Santo Tomás de Madrid), destaca el proyecto presentado en 1642 para la capilla de San Isidro en San Andrés (Madrid), preferido al que había presentado Juan Gómez de Mora en 1629, con el que triunfará definitivamente en Madrid el barroquismo decorativo. Pedro de la Torre cambió la orientación de la capilla, que él propuso corriese perpendicular a la cabecera del viejo templo, lo que iba a permitir hacer de ella un edificio mayor que el de la propia iglesia a la que se adosaba. Pero lo que determinó la elección del proyecto de Pedro de la Torre, que estructuralmente –un gran cubo rematado por una cúpula- no aportaba novedad, es la fastuosa decoración interior, que debía, además, poder acrecentarse conforme fuese avanzando su ejecución de acuerdo con la fantasía de sus artífices, pues, según decía en el pliego de condiciones, los detalles por menudo quedan a la elección del curioso artífice además de que cada día se irán ofreciendo cosas nuevas de que se irá dando cuenta a los señores Comisarios. Pero la obra, iniciada bajo su dirección en 1643, avanzó poco, parándose en 1650 sin haber pasado de los cimientos, y será retomada después de 1657 con intervención de otros arquitectos: José de Villarreal, Juan de Lobera y Sebastián Herrera Barnuevo, a quien corresponde el baldaquino, destruido en 1936 junto con la decoración de mármoles, estucos y jaspes y todas las obras de arte que albergaba su rico interior.

## Aportaciones y estilo
El retablo del Buen Suceso, desaparecido junto con la propia iglesia, jugó un papel fundamental en el desarrollo del retablo barroco concebido unitariamente, de un solo cuerpo y un gran ático, en el que los elementos arquitectónicos ganarán terreno desplazando a los puramente escultóricos. El retablo incorporaba, además, dos novedades de gran trascendencia posterior: las columnas salomónicas, empleadas antes por Bernini en el baldaquino de San Pedro del Vaticano, y el camarín iluminado por transparente, lo que comporta un cuerpo de retablo de notable profundidad, modelo que desarrollará él mismo en otras obras posteriores como el retablo de la Virgen de la Fuencisla en Segovia.
Los modillones pareados, que empleó por primera vez en el retablo de la parroquial de Pinto en 1637, son otra novedad, cuya invención va a poner en relación a Pedro de la Torre con el hermano Francisco Bautista, con quien efectivamente consta que ya en 1632 había hecho una visita de inspección al Ochavo de la catedral de Toledo para informar del estado y prosecución de las obras, concluidas años más tarde bajo la dirección de Pedro de la Torre.
Su proyecto para la capilla de San Isidro, en el que adoptaba y desarrollaba el modelo de decoración interior a base de estucos floridos creado por el italiano Juan Bautista Crescenci en el Panteón de Reyes del Monasterio de El Escorial, aunque finalmente no pudiese llevarlo a cabo personalmente, se sitúa en el origen de las formas más recargadas y decorativas del barroco, poniendo punto final al severo estilo escurialense perpetuado en Madrid por Juan Gómez de Mora. Pero, además, fue también fundamental su contribución a la expansión y difusión del estilo barroco decorativo más allá del marco de la corte, merced a las trazas que proporcionó para distintos retablos de fuera de Madrid.